# Launceston Tennis International 2017
El torneo Launceston International 2017 fue un torneo profesional de tenis. Pertenece al ATP Challenger Series 2017. Se disputará su 3ª edición sobre superficie dura, en Launceston, Australia entre el 4 al el 12 de febrero de 2017.

## Jugadores participantes del cuadro de individuales
| Favorito | País                       | Jugador            | Rank1 | Posición en el torneo |
| -------- | -------------------------- | ------------------ | ----- | --------------------- |
| 1        | Bandera de Japón           | Go Soeda           | 138   | Primera ronda         |
| 2        | Bandera de República Checa | Jan Šátral         | 157   | Primera ronda, retiro |
| 3        | Bandera de China Taipéi    | Jason Jung         | 166   | Primera ronda         |
| 4        | Bandera de Australia       | Andrew Whittington | 169   | Cuartos de final      |
| 5        | Bandera de Australia       | Sam Groth          | 182   | Baja                  |
| 6        | Bandera de Egipto          | Mohamed Safwat     | 200   | Semifinales           |
| 7        | Bandera de Estados Unidos  | Noah Rubin         | 202   | CAMPEÓN               |
| 8        | Bandera de Japón           | Akira Santillan    | 207   | Primera ronda         |

- 1 Se ha tomado en cuenta el ranking del 30 de enero de 2017.

### Otros participantes
Los siguientes jugadores recibieron una invitación (wild card), por lo tanto ingresan directamente al cuadro principal (WC):
- Maverick Banes
- Alex Bolt
- Harry Bourchier
- Daniel Nolan

Los siguientes jugadores ingresan al cuadro principal tras disputar el cuadro clasificatorio (Q):
- Sebastian Fanselow
- James Frawley
- Bradley Mousley
- Yang Tsung-hua

## Campeones

### Individual Masculino
- Noah Rubin derrotó en la final a  Mitchell Krueger, 6–0, 6–1

### Dobles Masculino
- Bradley Mousley /  Luke Saville derrotaron en la final a  Alex Bolt /  Andrew Whittington, 6–2, 6–1